# Samsung Galaxy A6
Das Samsung Galaxy A6 und das Galaxy A6+ sind eine Smartphone-Reihe des Herstellers Samsung im mittleren Preissegment.
Das Galaxy A6 und A6+ wurde am 2. Mai 2018 angekündigt. Im Mai 2018 wurde es zuerst in bestimmten Ländern in Europa, Asien und Lateinamerika veröffentlicht.

## Technische Daten
Das Galaxy A6+ entspricht weitgehend dem Galaxy A6, besitzt aber ein größeres Display.
Beide Modelle sind mit einem Fingerabdrucksensor ausgestattet. Außerdem können zwei SIM-Karten verwendet werden (Dual-SIM).
| Modell            | Galaxy A6                               | Galaxy A6+                              |
| ----------------- | --------------------------------------- | --------------------------------------- |
| Anzeige           | 5,6 Zoll, 720×1480px                    | 6,0 Zoll, 1080×2220px                   |
| Digitalkamera     | 16 MP                                   | 16 MP                                   |
| Frontkamera       | 16 MP                                   | 24 MP                                   |
| Prozessor         | Octacore, 1,6 GHz                       | Octacore, 1,8 GHz                       |
| RAM               | 3 GB                                    | 3 GB                                    |
| Interner Speicher | 32 GB                                   | 32 GB                                   |
| Akkumulator       | 3000 mAh; Lithium-Ionen, fest eingebaut | 3500 mAh; Lithium-Ionen, fest eingebaut |
| Gewicht           | 162 g                                   | 191 g                                   |
| Maße              | 149,9 × 70,8 × 7,7 mm                   | 160,2 × 75,7 × 7,9 mm                   |

Betriebssystem bei Einführung war Android 8. Seit März 2019 ist Android 9 und seit März 2020 Android 10 verfügbar.